# Мальтийская конференция
Мальтийская конференция проходила с 30 января по 3 февраля 1945 между президентом США Франклином Д. Рузвельтом и премьер-министром Великобритании Уинстоном Черчиллем на острове Мальта. Цель конференции заключалась в планировании окончательной кампании против немцев с начальниками генеральных штабов (Объединенным комитетом начальников штабов). Оба лидера договорились о нежелательности продвижения Красной армии в Центральной Европе.
Конференция началась 30 января 1945 года, но президент Рузвельт не приходил до 2 февраля, последнего дня конференции.

## Мальтийская встреча Ф. Рузвельта и У. Черчилля

### Предпосылки
Встрече лидеров "Большой тройки" антигитлеровской коалиции предшествовала встреча глав Великобритании и США на острове Мальта в Средиземном море. Исход Второй мировой войны к тому времени был предрешён и был лишь вопросом времени.
Различие взглядов между СССР, с одной стороны, Великобритания и США — с другой, по некоторым политическим, военным и послевоенным проблемам отражало различие целей войны и послевоенного устройства мира: освободительные цели Советской страны и геополитические — западных держав. Не случайно накануне конференции Черчилль писал Рузвельту: «Конференция соберётся в момент, когда великие союзники разобщены, и тень войны перед нами становится все длиннее и длиннее».
Первоначально Рузвельт не считал возможным провести предварительное сепаратное совещание на Мальте, совершить сговор за спиной союзника. Дело в том, что Рузвельт был твёрдо намерен вести сотрудничество с Москвой. По его мнению, СССР, в отличие от Великобритании, не являлся империалистической державой. Рузвельт считал ликвидацию колониальной системы одним из приоритетов послевоенного урегулирования. Президент США вёл сложную дипломатическую игру. С одной стороны, Великобритания продолжала оставаться ближайшим союзником и конфидентом США. С другой стороны, советско-американское сотрудничество позволяло, на взгляд Рузвельта, осуществлять глобальное регулирование системы международных отношений в послевоенном мире. В этой схеме Британии с её империей Рузвельт отводил более скромное место и был склонен использовать в этой игре Сталина, "Красная Армия которого шла от победы к победе". Поэтому Рузвельт сообщил Черчиллю 6 января, что рассчитывает прибыть на Мальту 2 февраля и в тот же день самолётом вылететь в Ялту, чтобы не нарушать договоренности с главой Советского правительства. Он выразил сожаление о невозможности личной встречи или совещания начальников штабов на Мальте до начала операции «Аргонавт».
Однако не таков был Черчилль, чтобы отступить от задуманного плана. Он настаивал на необходимости личной встречи, предварительного совещания начальников штабов. Наряду с совещанием военных руководителей Черчилль добивался, чтобы министр иностранных дел Англии Иден и государственный секретарь США Стеттиниус собрались в Александрии или у пирамид для предварительного обсуждения повестки дня предстоящей конференции.
Черчилль настоял на своём: Рузвельт согласился на поездку начальника штаба американской армии Маршалла, адмирала Кинга и Арнольда на Мальту для участия в совещании с представителями английских штабов. Рузвельт уступил также и в другом вопросе, пообещав направить Стеттиниуса на Мальту 31 января. Кроме того, он направил в Лондон своего советника Гарри Гопкинса (позднее, на Крымской конференции 4 февраля, А. Иден заявил В. М. Молотову, что на Мальте якобы не было никаких переговоров между Англией и США. Во время встречи Гопкинса с Черчиллем предварительно был обсуждён ряд политических вопросов, подлежавших рассмотрению на трехсторонней конференции. Особенно детально рассматривался польский вопрос.
В конце января 1945 г. президент Рузвельт и его группа отплыли из Соединённых Штатов на крейсере «Куинси» (CA-39 Quincy). Его путь лежал к гавани Ла-Валетта на острове Мальта.
А 29 января поднявшийся с английского аэродрома Норхольт самолёт «Скаймастер», на котором вылетел на Мальту британский премьер, совершил посадку на мальтийском аэродроме.
Около 9 часов утра 2 февраля в гавань Ла-Валетты вошёл американский крейсер «Куинси»(CA-39 Quincy). В тот же день на его борту состоялись официальные переговоры Рузвельта и Черчилля, продолжавшиеся более четырех часов.

### Конференция
Совещания проходили в далеко не спокойной обстановке.
На заседаниях Объединенного комитета начальников штабов выявились серьёзные разногласия; здесь разгорелись споры по многим вопросам военной стратегии на завершающем этапе войны против фашистской Германии, что определялось большой политикой. Одной из основ стратегии английские политические и военные деятели считали вопрос о роли Англии в послевоенной Европе.
Английские начальники штабов А. Брук, Ч. Портал, адмирал Э. Кеннингхэм и другие предложили свой стратегический план окончательного разгрома Германии, предусматривавший очищение западного берега Рейна, форсирование его в нижнем течении, продвижение в глубь Германии, на Берлин, до того, как германская столица будет освобождена Красной Армией.
Черчилль на совещании с Рузвельтом снова выдвинул свой план «средиземноморской стратегии», потребовав наступления союзных войск из Италии в Австрию, был против отправки дивизий с итальянского фронта на запад, во Францию. В политическом отношении этот план преследовал цель «оккупации как можно большей части Австрии», чтобы не допустить освобождения Западной Европы Красной Армией.
Черчилль продолжал ратовать за оставление английских дивизий в Греции для удушения национально-освободительного движения в этой стране.
Американские штабы, Эйзенхауэр и представлявшие его на совещании на Мальте генерал Маршалл и темпераментный генерал Смит считали необходимым вести наступление англо-американских войск на Западе в пределах территорий, согласованных в Европейской консультативной комиссии.
Стремясь к вовлечению СССР в войну с Японией, к облегчению бремени войны на Западе, американские политики и военные не хотели до поры до времени усугублять разногласия с Советской страной. Арденнские события показали, насколько ценна и своевременна помощь Красной Армии. Споры о политике и стратегии войны были столь ожесточенными, что английские генералы грозили резким ухудшением отношений с США.
В свою очередь Маршалл заявил, что если английский план будет утвержден Черчиллем и Рузвельтом, Эйзенхауэр уйдёт в отставку с поста главнокомандующего. Вмешательство Рузвельта, поддержавшего Маршалла и Эйзенхауэра, решило спор в пользу американцев. Принятое в итоге решение привело к тому, что Восточную Европу, включая Австрию, заняли войска СССР, что привело к соответствующим последствиям для всей Европы — её почти полувековому разделению на два лагеря и, соответственно, к ослаблению стран Европы при росте послевоенного влияния США и, что не удивительно, СССР (но так далеко американцы вряд ли думали — им ещё предстояло продолжать воевать с Японией, а атомная бомба к тому моменту ещё не была испытана).
На совместном заседании штабов начальником имперского генерального штаба А. Бруком был представлен британский меморандум «Планируемая дата окончания войны с Германией». Предусматривался наиболее благоприятный, средне и менее благоприятные случаи разгрома Германии.
При наиболее благоприятном случае, в результате наступления советских армий на Востоке и армий союзников на Западе, «разгром Германии, — отмечалось в меморандуме, — может произойти в середине апреля 1945 г.».
При средне благоприятном варианте капитуляция немцев наступит «в середине мая — начале июня».
Если же немцам удастся остановить наступление советских армий в Силезии (сохранить главные промышленные районы — Силезию и Рур), если весеннее наступление союзников потерпит неудачу, то летнее наступление русских армий и армий союзников «поведёт к разгрому Германии к началу ноября». Однако английские стратеги считали наиболее вероятной ранней датой окончания войны 30 июня 1945 г. Датой, после которой «война вряд ли будет продолжаться», называлось 1 ноября 1945 г..
На совещании штабов, Рузвельта и Черчилля рассматривались и вопросы войны против Японии. Считалось возможным «после разгрома Германии в союзе с государствами Тихого океана и России бросить все ресурсы Соединенных Штатов и Великобритании с целью достижения более быстрой безоговорочной капитуляции Японии».
Начальники штабов делали следующие прогнозы окончания войны с Японией: «а) ближайшая дата — 1 июня 1945 г.; б) дата, после которой война, вероятно, не будет продолжаться, — 31 декабря 1945 г.».
Но наиболее вероятным считалось, что «дата окончания войны с Японией должна иметь точку отсчета — 18 месяцев после разгрома Германии».
Американские генералы информировали своих английских коллег о планируемом вторжении на остров Кюсю только в сентябре 1945 г., а в район Токийского залива — в декабре 1945 г., если война в Европе закончится летом. И американцы и англичане склонялись к мысли, что война с Японией закончится в 1947 г. Это ещё раз подтверждало необходимость для США и Англии привлечения СССР к участию в войне с Японией. При этом все они боялись «продешевить», предложив СССР «слишком высокую цену» за участие в войне с Японией.

### Другие вопросы
Наряду с военными на Мальтийской конференции рассматривались и политические проблемы. Государственные и политические руководители Англии и США по существу попытались выработать сепаратную программу по важнейшим вопросам.
Утром 1 февраля состоялась встреча Стеттиниуса с Иденом. Министры подвергли детальному обсуждению германскую проблему — будущее политическое и экономическое положение Германии. «Русские так близко от Берлина», с беспокойством заявлял Иден, и поэтому «настоятельно необходимо достижение тройственного соглашения» по Германии. Он сказал: «Нам следует договориться о том, чтобы собрать воедино все, чего мы хотим, и все, что нам придётся отдать». Стеттиниус в свою очередь говорил о важности достижения между США и Англией соглашения по вопросу о зонах оккупации Германии, «поскольку русские могут быть скоро в Берлине».
Детальному обсуждению на конференции подвергался польский вопрос. Это была важнейшая политическая проблема, означавшая, пойдёт ли развитие освобождённой Польши по демократическому пути, или в стране будет навязана власть из Кремля. В тот период Польшу представляло Лондонское эмигрантское правительство Томаша Арцишевского с Армией Крайовой. Просоветскую Польшу представлял Польский комитет национального освобождения, реорганизованный 31 декабря 1944 г., несмотря на противодействие Англии и США, во Временное правительство Польши в освобождённом Люблине.
На совещании Стеттиниуса и Идена было решено не признавать люблинского Временного правительства, «русский вариант» решения польского вопроса, угрожая СССР разрывом. Выдвинув идею создания коалиционного правительства Польши из лондонских поляков, люблинского Временного правительства, Иден и Стеттиниус предлагали в состав его, пусть не столь хороших, даже с их точки зрения, кандидатов, включить Миколайчика, Ромера и Грабского. Они также предлагали учредить «президентский совет» в составе бывшего премьера Польши Витоса, архиепископа Сапеги, Жулавского, «известных своими антисоветскими воззрениями».
Что касается будущей польско-советской границы, то англичане соглашались на «линию Керзона». Американская же делегация выступила за передачу Польше «Львова и нефтепромыслов», подвергнув тем самым пересмотру ранее согласованные решения о восточных границах Польши. На Мальте было решено также не принимать новой польско-немецкой границей речной фарватер по рекам Одеру — Нейсе, предоставив Польше лишь «некоторые территории по Одеру».

## Итоги конференции
На Мальтийской конференции политическим руководителям Англии и США удалось, несмотря на серьёзные разногласия, договориться по ряду вопросов, хотя она и не сняла ряда противоречий между США и Великобританией, и прийти на Крымскую конференцию с согласованной программой, противопоставив её позиции делегации Советского Союза во главе со И. В. Сталиным. Однако программа Мальты была коренным образом пересмотрена на  Крымской конференции.

## В искусстве
Покер-45: Рузвельт, Черчилль, Сталин. Телеканал "Россия", 2010.